# 안승온
안승온(1995년 6월 9일 ~)은 대한민국의 축구 선수이다. 과거 K4리그 충주시민축구단 소속이였다.

## 방송
- 히딩크의 축구의 신 (2018) - 최종 선발

## 등번호
- 29 (2016)
- 33 (2021~)

## 수상
- 차범근 축구상 장려상 (2008)